# Tehuelche (Sprache)

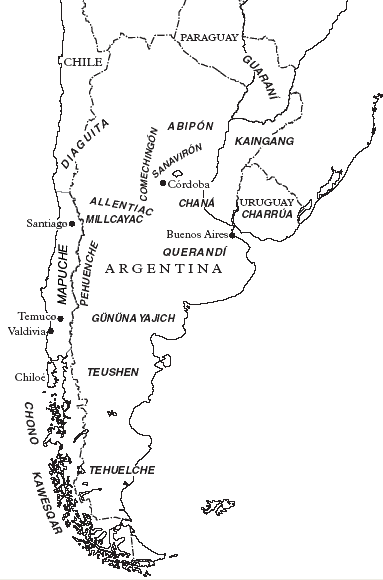
Karte der ungefähren Verbreitung der Sprachen in Patagonien

Tehuelche (Eigenbezeichnung: aonek'o ʔaʔjen, "Sprache der Südländer") ist eine zur Familie der Chon-Sprachen gehörige Sprache Argentiniens (und Chiles), die früher von Vertretern der Völkergruppe der Tehuelche im gesamten Patagonien östlich der Anden gesprochen wurde. In den Jahren 1983/84 wurden 29 Sprecher gezählt, von denen die Mehrzahl zu diesem Zeitpunkt bereits über 40 Jahre alt waren; außerdem wurden Unterschiede in der Sprachkompetenz dieser Sprecher festgestellt.
Der letzte Muttersprachler des Tehuelche starb bereits spätestens in den 1970ern. Nach Einschätzung von SIL International ist es eine ausgestorbene Sprache.

## Phonologie
Tehuelche verfügt über 25 konsonantische und 6 vokalische Phoneme:
|                        | Labial | Dento-Alveolar | Palatal | Velar | Uvular |
| Einfache Plosive       | p      | t              | č       | k     | q      |
| Glottalisierte Plosive | p'     | t'             | č'      | k'    | q'     |
| Stimmhafte Plosive     | b      | d              |         | n     | G      |
| Frikative              |        | s              | š       | x     | X      |
| Approximanten          |        |                | j       | w     |        |

Außerdem vorhandene, nicht in der Tabelle aufgeführte konsonantische Phoneme sind der glottale Plosiv /ʔ/, der
Laterallaut /l/ und der Vibrant /r/. Insbesondere die einfachen Plosive variieren mit ihren glottalisierten Varianten von Sprecher zu Sprecher.
Die Vokalphoneme der Sprache sind /e/, /e:/, /o/, /o:/, /a/ und /a:/.
Der Akzent ist fest und fällt auf die erste Silbe. Folgende Silbentypen treten auf (C steht für einen Konsonant, V für einen Vokal): V, CV, VC, CVC, VCC (nur wortinitial), CVCC, CCVC (nur wortfinal), CC (nur wortinitial und -final), C (nur wortinitial und -final).

## Morphologie

### Nominalmorphologie
Substantive sind inhärent nach den Genera Maskulinum, Femininum und Neutrum unterschieden. Pronomen existieren als freie und gebundene Varianten, die an Lexeme anderer lexikalischer Kategorie (Verben, Substantive, Adverbien) affigiert werden.

### Verbalmorphologie
Es gibt drei Modi (Realis, Irrealis und Imperativ) und vier Tempora, von denen zwei vergangenheitsbezogen und zwei zukunftsbezogen sind.